# Kościół Saint-Germain w Genewie

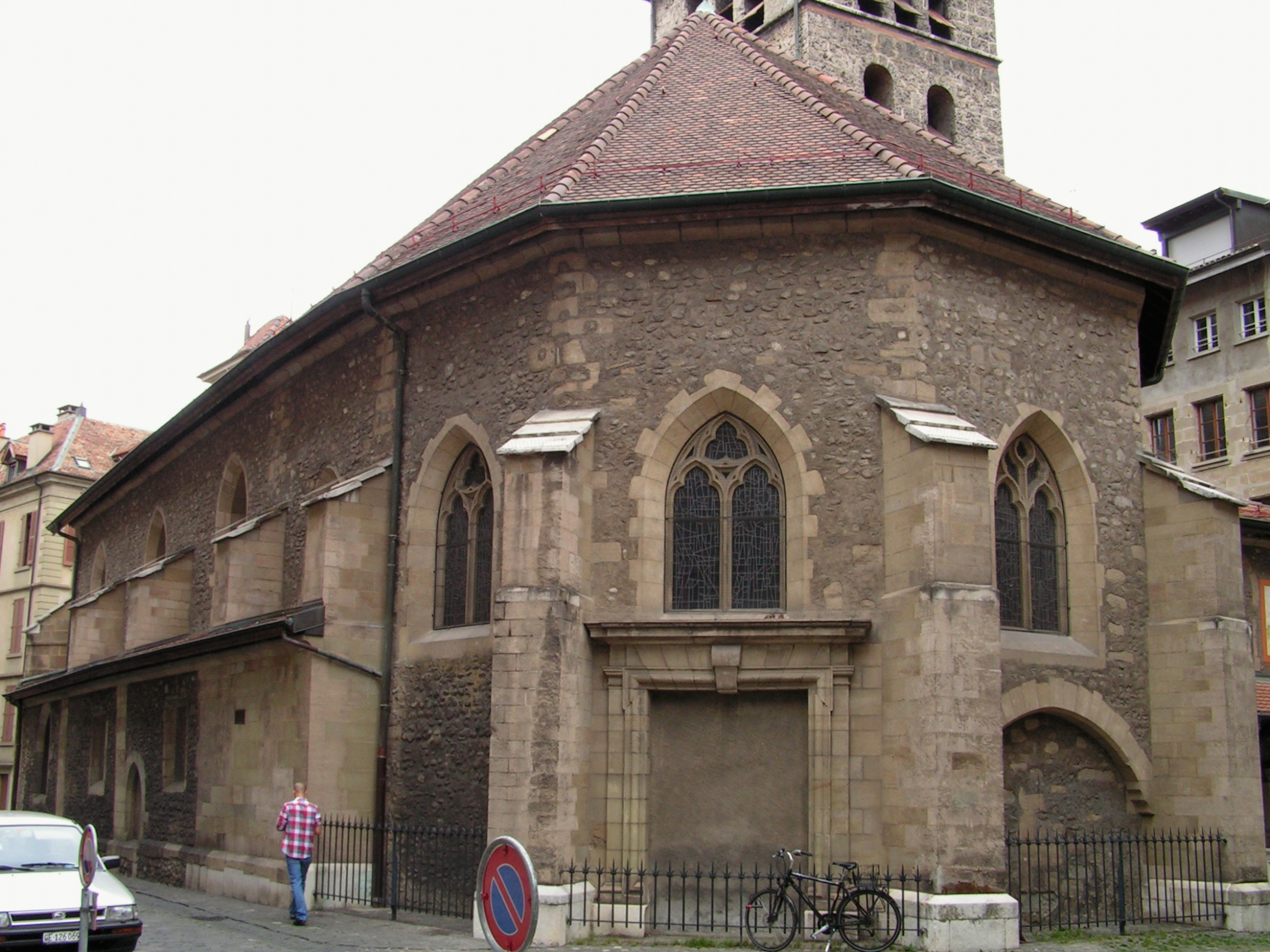
Kościół Saint-Germain w Genewie.

Kościół Saint-Germain w Genewie – kościół w Genewie w Szwajcarii. Był historycznie drugim (po obecnej katedrze św. Piotra) ośrodkiem chrześcijańskiego kultu na terenie Genewy, a następnie jednym z siedmiu kościołów parafialnych, funkcjonujących w mieście w przeddzień reformacji. Obecnie jest jednym z dwóch starokatolickich kościołów parafialnych w tym mieście.

## Położenie
Znajduje się w centrum starego miasta genewskiego, między ulicami Rue des Granges a Grand’ Rue, w pobliżu genewskiego ratusza.

## Historia
Zbudowany jest na miejscu prymitywnej bazyliki wczesnochrześcijańskiej z przełomu IV i V w., zastąpionej następnie romańskim kościołem z XII w., odbudowanym po pożarze w 1334 r. Wokół pierwotnej świątyni znajdował się cmentarz. Obecny kościół ukończono w XV w. Był parafią mieszkających w sąsiedztwie rzeźników i piekarzy.
W tym kościele w 1535 r. po raz pierwszy w Genewie rozpoczęto głosić zasady nowej doktryny chrześcijańskiej – reformacji. Wśród nauczających był m.in. Wilhelm Farel. Gdy w 1536 r. protestanci przejęli katedrę św. Piotra, gmach kościoła Saint-Germain zaczęto wykorzystywać do celów świeckich. Był wykorzystywany jako rzeźnia, spichlerz, arsenał a nawet odlewnia armat. Ponownie zaczął pełnić funkcję świątyni protestanckiej w XVIII w., zastępując czasowo katedrę Św. Piotra.
Na początku XIX w., gdy Genewa została zajęta przez wojska francuskie, konkordat podpisany w 1801 r. między papieżem Piusem VII a Napoleonem zobowiązał władze Genewy do udzielenia zgody na działalność jednej świątyni rzymskokatolickiej na terenie miasta. W 1803 r. wybrano do tego celu kościół Saint-Germain. W 1873 budowla przekazana została szwajcarskiemu Kościołowi Chrześcijańskokatolickiemu, a pierwszą mszę w języku francuskim odprawił w niej Hyacinthe Loyson, były kaznodzieja paryskiego kościoła Notre-Dame. Po rozdziale Kościoła od Państwa w 1907 r. stała się ona własnością tego Kościoła.

## Charakterystyka
W aktualnej postaci kościół przedstawia się jako gotycka, murowana z kamienia bazylika, pochodząca z XV w. Z boku dostawiona kwadratowa wieża-dzwonnica. W czasie rozległej restauracji w latach 50. XX w. odnowiono fasadę, dzwonnicę i apsydę. Wnętrze rozświetlone jest przez współczesne witraże. Widoczna w nim jest pozostałość prymitywnej mensy ołtarzowej z IV w.
Od strony północnej do prezbiterium przylega zakrystia. Na jej zewnętrznej ścianie południowo-wschodniej, powyżej kamiennego basenu z wodą, znajduje się zegar słoneczny, wykonany w 1908 r. przez genewskiego artystę Alberta Schmidta (odnowiony w 1990 r.). Chronometr ten – ze względu na usytuowanie – pokazuje jedynie godziny dopołudniowe.
Od szeregu lat w okresie letnim organizowane są we wnętrzach kościoła cieszące się dużą popularnością koncerty muzyki kameralnej.